# Adapantus longipennis
Adapantus longipennis är en insektsart som beskrevs av Max Beier 1954. Adapantus longipennis ingår i släktet Adapantus och familjen vårtbitare. Inga underarter finns listade i Catalogue of Life.